# 유에촌
유에촌(湯江村)은 나가사키현 미나미타카키군에 있던 촌이다. 현재의 시마바라시에 해당한다.

## 지리
시마바라 반도의 북동부에 위치한다.

## 역사
- 1889년 4월 1일 - 정촌제 시행에 의해 미나미타카키군 유에촌이 성립하였다.
- 1955년 4월 1일 - 오미사키촌과 합병해 아리아케촌이 성립하여 유에촌은 소멸하였다.

## 교통

### 철도
- 시마바라 철도
  - 시마바라 철도선

## 참고문헌
- 角川日本地名大辞典 42 長崎県
- 長崎県南高来郡町村要覧．上編「大三東村」（1893年）国立国会図書館デジタルコレクション